# IC 1586
IC 1586 је галаксија у сазвјежђу Андромеда која се налази на листи објеката дубоког неба у Индекс каталогу.
Деклинација објекта је + 22° 22' 24" а ректасцензија 0h 47m 56,5s. Привидна величина (магнитуда) објекта IC 1586 износи 13,9 а фотографска магнитуда 14,9. IC 1586 је још познат и под ознакама MK 347, CGCG 480-6, 3ZW 12, IRAS 00452+2205, PGC 2813.